# 충청병영
충청병영(忠淸兵營)은 충청북도 청주(淸州)에 위치하였던 조선시대의 충청도 지역의 육군 군영(軍營, 부대)이다. 청주병영(淸州兵營), 청영(淸營)으로 불리기도 하였으며, 지휘관은 종2품 무관인 충청도병마절도사(忠淸道兵馬節度使)이다.

## 연혁
- 1402년(태종 2년), 덕산(德山)에 충청도 병마절도사영 설치 설치
- 1422년(세종 4년), 해미(海美)로 이전
- 1651년(효종 2년), 청주(淸州)로 이전
- 1895년(고종 32년) 7월 15일, 폐지

## 건물

### 주요 건물
충청 병마영에는 대표적으로 다음과 같은 같은 건물이 있었다.
- 운주헌(運籌軒) : 종2품 병마수군절도사의 공식 업무 공간[1]
- 내아(內衙) : 병마절도사 본인 및 가족의 생활 공간
- 통군루(統軍樓) : 군사 지휘 공간 (2층 누각)
- 예나헌(禮羅軒) : 비장(裨將)의 업무 공간 (비장청)
- 정곡루(正鵠樓) : 충청병영 정문[2]

### 인근 건물
- 청녕각(淸寧閣) : 청주 지역의 행정, 사법, 치안을 담당하는 청주목사(淸州牧使)의 동헌 (충청병영 북쪽에 위치)
- 객사(客舍) : 각종 의례를 행하거나 감영을 방문한 관원의 숙박 용도로 사용되던 건물 (청녕각 북쪽에 위치)
- 중영(中營) : 충청병영을 구성하는 중영군(中營軍)인 청주진영(淸州鎭營) 공간 (충청병영 남쪽에 위치)

### 현존 건물
- 충청도병마절도사영문 : 충청병영 정문인 정곡루(正鵠樓)가 현존하고 있다. (충청북도 유형문화재 제15호)

## 같이 보기
- 병마절도사
- 감영
- 청주시